# Нарвская культура
Нарвская культура — неолитическая археологическая культура, названная по месту открытия на реке Нарва (Нарова). Была распространена на территории восточной части современной Эстонии и северо-запада России (Ленинградская область) 5—3 тыс. лет до н. э.
Стоянки находились преимущественно вблизи водоёмов на небольших возвышенностях. Жилища представляли собой полуземлянки, а кое-где уже наземные четырёхугольные постройки с деревянными элементами конструкции, двускатной крышей, а также полом, устланным корой или песком. Виды хозяйства — рыболовство, охота, собирательство, зачатки земледелия, — с характерными чертами оседлости.

Ввиду малодоступности кремня, орудия из него были крайне редкими. Это вынуждало вести обмен и полагаться на местные материалы: сланец, кости, рог, дерево. Найденные артефакты отражают высокий уровень развития обработки рога и кости  — наконечники стрел, гарпуны, крючки, масса различных инструментов и деревянные рукоятки к ним.  Керамика двух типов: большие остродонные сосуды (до 30 л) и небольшие плоскодонные миски.
Исчезла под натиском племён ямочно-гребенчатой керамики, хотя отдельные популяции на западе могли дожить до прихода индоевропейских народов культуры боевых топоров — предков германцев, балтов и славян. В качестве предположительно гибридной культуры (между нарвской и боевых топоров) считается жуцевская культура.

## Палеогенетика
У представителей нарвской культуры, живших 4200 лет до н. э., была найдена митохондриальная гаплогруппа U5b. Анализ ДНК показал, что захоронение 121, которое ранее считалось женским, на самом деле было мужским, а захоронения 221 и 137, которые ранее считались мужскими, на самом деле были женскими. У представителя нарвской культуры ZVEJ25 из Звейниеки (Латвия), жившего ок. 7,6 тыс. л. н., определили субклад R1b1a1a1-Y13200/M73>FTA35755>Y240021 Y-хромосомной гаплогруппы R1b1a1a-P297 (родительской и для в основном европейской ветви R1b1a1a2-M269, и для азиатской ветви R1b1a1a1-Y13200/M73) и митохондриальную гаплогруппу U2e1. У представителя нарвской культуры из Кивисааре (Kivisaare) в Эстонии определена митохондриальная гаплогруппа U5a2d. У образца Spiginas1 из Литвы определена Y-хромосомная гаплогруппа I2a1a2a1a и митохондриальная гаплогруппа H11a, у образца Kretuonas2 — Y-хромосомная гаплогруппа I2a1b и митохондриальная гаплогруппа U5b2b, у образца Donkalnis6 — митохондриальная гаплогруппа U5a2e, у образца Kretuonas4 — митохондриальная гаплогруппа U5b1b1a. У образца Kivisaare3 из Эстонии определили Y-хромосомную гаплогруппу R1b-P297 и митохондриальную гаплогруппу U4a1. У образца Latvia_MN2 (6179-5750 лет до н. э.) определили митохондриальную гаплогруппу U4a1, Латвия.
У образца Konnu0 (5265 лет до н. э. )определили митохондриальную гаплогруппу U4a1, Кынну, Эстония.
У образца Konnu1 (5320–5210 лет до н. э. ) определили митохондриальную гаплогруппу U4a1 Кынну, Эстония.
У образцов Kivisaare2 (MG429002) U4a1-a9 (4635 лет до н. э.) и Kivisaare3 (MG429003)  (4730-4540 лет до н. э.), определили митохондриальную гаплогруппу U4a1-a9, могильник Kivisaare, южная часть Эстонии в деревне Лалси, примерно в 1,5 км от реки Пылтсамаа и в 6 км от нынешнего берега озера Võrtsjärv3.